# Euphrasia macrodonta
Euphrasia macrodonta là loài thực vật có hoa thuộc họ Cỏ chổi. Loài này được Juz. ex Ganesch. mô tả khoa học đầu tiên năm 1949.